# Leech-Gitter
In der Mathematik ist das Leech-Gitter, benannt nach John Leech, ein 24-dimensionales Gitter, das unter anderem zur Konstruktion besonders effizienter Kugelpackungen im 24-dimensionalen Raum verwendet wird.
Möglicherweise wurde es schon 1940 von Ernst Witt entdeckt.

## Konstruktion
Die Knoten des Leech-Gitters sind die Vektoren der Form
{\displaystyle {\frac {1}{2{\sqrt {2}}}}(a_{1},\ldots ,a_{24})\in \mathbb {R} ^{24}}
mit ganzen Zahlen {\displaystyle a_{1},\ldots ,a_{24}}, für die
{\displaystyle a_{1}+a_{2}+\cdots +a_{24}\equiv 4a_{1}\equiv 4a_{2}\equiv \cdots \equiv 4a_{24}{\pmod {8}}}
gelten soll.
Dabei sind {\displaystyle \mathbb {R} ^{24}} der reelle Zahlenraum in 24 Dimensionen, {\displaystyle \equiv } ist das Zeichen für Äquivalenz und {\displaystyle {\pmod {\cdot }}} ist die Abkürzung für Modulo.

## Eigenschaften
Das Leech-Gitter ist bis auf Isomorphie das einzige Gitter im {\displaystyle \mathbb {R} ^{24}} mit den folgenden Eigenschaften:
- Es ist unimodular, d. h., das Gitter ist ganz, besitzt also eine ganzzahlige Gram-Matrix, und die Determinante dieser Gram-Matrix ist  gleich {\displaystyle 1}.
- Es ist gerade, d. h., das Quadrat der Norm jedes Knotens ist eine gerade ganze Zahl.
- Die Norm jedes von Null verschiedenen Knotens ist mindestens {\displaystyle 2}.

## Kugelpackung
Die Kugeln vom Radius {\displaystyle {\sqrt {2}}} um die Knoten des Leech-Gitters bilden eine Kugelpackung, bei der jede Kugel genau 196.560 andere Kugeln berührt.
Henry Cohn, Abhinav Kumar, Stephen D. Miller, Danylo Radchenko und Maryna Viazovska bewiesen 2016, dass das Leech-Gitter die optimale 24-dimensionale Kugelpackung ist.

## Symmetriegruppe
Die Symmetriegruppe des Leech-Gitters ist die Conway-Gruppe {\displaystyle C_{0}}, sie hat 8 315 553 613 086 720 000 Elemente.
Das Leech-Gitter hat keine Spiegelungssymmetrien.